# Готель «Парадиз»
«Готель «Парадиз»» — кінофільм режисера Ніколаса Роуга, що вийшов на екрани в 1995 році.

## Зміст
У дівчини на носі така важлива життєва подія, як одруження. Та й священними узами їй належить зв'язати себе не з простою людиною, а з чоловіком, що займається нечесними справами і має вагу в кримінальному світі. Проте подія, що трапилась вночі, лякає героїню, адже якщо вірити чоловікові, який виявився цим ранком поруч з нею в ліжку, то вона зрадила своєму нареченому...

## Ролі
| Актор             | Роль |
| ----------------- | ---- |
| Тереза Расселл    | -    |
| Вінсент Д'Онофріо | -    |
| Джиммі Беттен     | -    |
| Рубен Леві        | -    |
| Роберт Гудман     | -    |
| Тоні Скентлебері  | -    |
| Маршалл Хол       | -    |
| Джон Чулденко     | -    |

## Знімальна група
- Режисер — Ніколас Роуг
- Сценарист — Майкл Аллін
- Продюсер — Люк Роуг, Саскія Саттон, Джуді Тосселл
- Композитор — Гаррі Грегсон-Вільямс